# 宮城県道254号南蔵王白石線
宮城県道254号南蔵王白石線 （みやぎけんどう254ごう みなみざおうしろいしせん）は、宮城県白石市の宮城県道51号南蔵王七ヶ宿線と宮城県道・山形県道12号白石上山線を結ぶ一般県道である。

## 路線概要
- 起点：宮城県白石市福岡長袋（交差点＝宮城県道・山形県道12号白石上山線交点）
- 終点：宮城県白石市福岡八宮（交差点＝宮城県道51号南蔵王七ヶ宿線交点）
- 延長：12,504 m

白石市の福岡長袋地内で宮城県道・山形県道12号白石上山線から分岐。立体交差で国道4号と東北自動車道を越えた後は鎌先、弥治郎などの集落を経由、高原地帯の只中に存在する福岡八宮地内、蔵王集落へと至る。全線が白石市福岡地区を通る。
既に全線改良済みのため非常に走りやすく、幹線道路としての信頼性は極めて高い。そのため白石市街地から移転した刈田総合病院、鎌先温泉などに向かうアクセス道路としての役割を担っているほか、南蔵王七ヶ宿線や国道457号を経由し、複数のスキー場、遠刈田温泉、長老湖などの観光地へと向かう際にも利便性の高い道となっている。
しかし路線の性格が、標高70 mに満たない白石市街地と標高700 mに近い蔵王山麓とを結ぶものであるため、地形的な制約から長い急坂、突然の急カーブなども存在し、これらは走行の際には必ず注意すべき点となっている。また当然の事ながら、冬季は全線に渡って細心の運転が必要となる。
蔵王連峰の山懐に広がる高原地帯は、主に第二次世界大戦の敗戦による海外からの帰国者の手によって開かれた。そのためこの路線は時に「パイロット（開拓）道路」と呼ばれる事がある。この人々が山深い、未開の土地を開いた際の苦労譚は、宮城県の小学生用副読本に採用された事が有り、現在も図書館などで読むことが出来る。

## 通過する自治体
- 宮城県
  - 白石市

## 接続する道路
- 宮城県道・山形県道12号白石上山線
- 宮城県道51号南蔵王七ヶ宿線

## 主な周辺施設
- 公立刈田総合病院
- 鎌先温泉
- 弥治郎（やじろう）集落（こけし発祥の地の一つとして知られる）
- 弥治郎こけし村（弥治郎集落内の観光博物館）
- 湯々里ミートランド（公衆温泉とキャンプ施設）
- 蔵王開拓温泉